# Lasioglossum moderatum
Lasioglossum moderatum är en biart som först beskrevs av Raymond Benoist 1962.  Lasioglossum moderatum ingår i släktet smalbin, och familjen vägbin. Inga underarter finns listade i Catalogue of Life.